# Габріел Пауліста
Габріел Армандо де Абреу (порт. Gabriel Armando de Abreu, більш відомий як Габріел Пауліста (порт. Gabriel Paulista); нар. 26 листопада 1990, Форталеза, Бразилія) — бразильський футболіст, захисник турецького клубу «Бешикташ».

## Ігрова кар'єра
Вихованець футбольної школи клубу «Віторія» (Салвадор). Дорослу футбольну кар'єру розпочав 2010 року в основній команді того ж клубу, в якій провів три сезони, взявши участь у 77 матчах чемпіонату. Більшість часу, проведеного у складі «Віторії», був основним гравцем захисту команди.
Своєю грою за цю команду привернув увагу представників тренерського штабу клубу «Вільярреал», до складу якого приєднався 2013 року. Відіграв за вільярреальський клуб наступні два сезони своєї ігрової кар'єри. Граючи у складі «Вільярреала» також здебільшого виходив на поле в основному складі команди.
До складу лондонського «Арсенала» приєднався 2015 року.
31 січня 2024 року перейшов в клуб «Атлетіко» (Мадрид), підписавши контракт до кінця сезону 2023–24.
15 червня 2024 року на правах вільного агента перейшов у турецький «Бешикташ».

## Досягнення
«Арсенал»
- Володар Кубка Англії (2): 2014–15, 2016–17
- Володар Суперкубка Англії: 2015

«Валенсія»
- Володар Кубка Іспанії: 2018–19

«Бешикташ»
- Володар Суперкубка Туреччини (1): 2024